# The Life of a Showgirl
Šablona:Short description Šablona:Pp-pc Šablona:Use American English Šablona:Use mdy dates Šablona:Infobox album
The Life of a Showgirl je připravované dvanácté studiové album americké zpěvačky a skladatelky Taylor Swift, které vyjde 3. října 2025 u Republic Records. Taylor Swift album produkovala po boku Maxe Martina a Shellbacka. Album obsahuje 12 písní, v titulní skladbě společně se Sabrinou Carpenter.

## Pozadí
Taylor Swift vydala 19. dubna 2024 své jedenácté studiové album The Tortured Poets Department, které se stalo celosvětově nejprodávanějším albem roku. Písně z alba zařadila do přepracovaného seznamu skladeb pro své šesté koncertní turné Eras Tour (2023–2024), které probíhalo od května do prosince 2024. Turné mělo velký kulturní a socioekonomický dopad a stalo se nejvýdělečnějším turné všech dob.
Poté, co v letech 2021–2023 kvůli sporu o vydavatelství Masters vydala čtyři znovu nahraná alba, Swift 30. května 2025 v dopise na svých webových stránkách oznámila, že získala plné vlastnictví svých prvních šesti studiových alb. V dubnu 2025 společnost Universal Music Sweden v nyní smazaném příspěvku uvedla, že se na produkci alba podílel houslista Erik Arvinder. Časopis Hits 15. července informoval o „seismických duněních nového alba Taylor [Swift]“, než o několik hodin později toto tvrzení stáhl.

## Promování
11. srpna 2025 zveřejnil týdenní sportovní podcast New Heights, který moderoval Swiftin přítel a hráč Kansas City Chiefs Travis Kelce a jeho bratr Jason, náhled propagující jejich další epizodu se siluetou Swift. Swiftin marketingový tým Taylor Nation sdílel 12 fotografií Swift v oranžových oblecích z turné Eras Tour a v popisku naznačil její „příští éru“. Na webových stránkách Swift se následně objevilo odpočítávání s oranžovým pozadím, které skončilo 12. srpna v 00:12 východního času (UTC−04:00). Krátce poté New Heights zveřejnili úryvek z epizody, ve kterém Swift vystupovala jako jejich speciální host. Když odpočítávání skončilo, webové stránky Swift krátce zhroutily, než odhalily název jejího dvanáctého studiového alba The Life of a Showgirl, a nabízely předobjednávky vinylu, kazety a CD s plakátem. Druhý teaser alba New Heights ukazoval Swift, jak potvrzuje název alba a zároveň zobrazuje rozmazanou verzi obalu. 13. srpna Swift odhalila obal alba a seznam skladeb, stejně jako datum vydání 3. října. K předobjednávce byly také k dispozici čtyři deluxe varianty CD, každá s vlastním tématem, názvem a barevným schématem: „Sweat and Vanilla Perfume“ (oranžová), „It's Frightening“ (tmavě červená), „It's Rapturous“ (šeříková) a „It's Beautiful“ (bílá).
Během noci oznámení byla Empire State Building osvětlena oranžově; instagramová stránka budovy sdílela obrázek osvětlení s nápisem „Onto Šablona:Sic the next era“. Playlist na Spotify, který Swift sestavila, s názvem „And, baby, that's showbusiness for you“ (And, baby, that's showbusiness for you) byl propagován prostřednictvím billboardů v New Yorku a Nashvillu v Tennessee. Seznam skladeb obsahuje 22 skladeb z její diskografie, které produkovali Max Martin a Shellback. Vyhledávání „Taylor Swift“ na Googlu také zobrazovalo oranžové konfety, emoji s hořícím srdcem a dříve zveřejněný název seznamu skladeb na Spotify Oznámení také inspirovalo různé značky, včetně M&M's, Crumbl Cookies, Burger King, Dunkin' Donuts, American Airlines a United Airlines, k zveřejňování třpytivě oranžových obrázků a memů na svých sociálních sítích.

## Produkce
Swift produced the album alongside Martin and Shellback, both of whom previously worked with Swift on her albums Red (2012), 1989 (2014), and Reputation (2017). She has stated that she worked on the album during the European leg of the Eras Tour in mid-2024 and that the album is about what she went through and felt behind the scenes during the tour. She further clarified that there will be no bonus or surprise songs, as she wanted to have only twelve songs for her twelfth album.

## Umělecké dílo a estetika
Fotografie na obálce vytvořili Mert a Marcus.

## Seznam skladeb
Track listing was adapted from web store. All tracks are produced by Swift, Martin, and Shellback.
Šablona:Track listing

### Notes
- Track 8 is labeled as "Wi$h Li$t".
- Track 10 is stylized in all caps.

## Historie vydání
| Země  | Datum           | Formát               | Vydavatelství | Šablona:Ref. |
| ----- | --------------- | -------------------- | ------------- | ------------ |
| Různé | October 3, 2025 | CD cassette vinyl LP | Republic      | [ 7 ]        |

## Členové
- Taylor Swift – zpěv, producent
- Max Martin – producent
- Shellback – producent
- Sabrina Carpenter – zpěv
- Mert and Marcus – fotografie